# Kloster Faise
Das Kloster Faise (Faisia) ist eine ehemalige Zisterzienserabtei im Département Gironde, Region Nouvelle-Aquitaine, in Frankreich. Es liegt in der Gemeinde Les Artigues-de-Lussac am Bachufer in einem engen Tal rund zehn Kilometer nordöstlich von Libourne.

## Geschichte
Das Kloster wurde 1137 auf Veranlassung des Vicomte de Castillon Pierre II. gegründet und mit Mönchen aus der Abtei Cadouin besetzt. Damit gehörte es der Filiation der Primarabtei Pontigny an. Das Kloster litt zunächst im Hundertjährigen Krieg und später in den Religionskriegen. 1310 musste es wieder aufgebaut werden. Es fiel 1463 in Kommende, zwei Kommendataräbte stammten aus der Familie der Montesquieu, und zwar der Onkel und ein Bruder des Philosophen Charles de Secondat. Während der Französischen Revolution wurde das Kloster 1790 aufgelöst und anschließend verfiel es.

## Bauten und Anlage
Erhalten sind Bauten wie das Abtspalais aus dem 16. und 18. Jahrhundert um einen Hof mit zwei übereinander liegenden Galerien. Von der romanischen Kirche haben sich spärliche Spuren erhalten. Ein Teil der Bibliothek ist in die städtische Bücherei von Libourne gelangt. Einzelne Ausstattungsstücke hat die Kirche von Artigues-de-Lussac erhalten, eine Glocke aus dem Jahr 1624 die Kirche von Petit-Palais.